# Румб (геодезия)
Румб или румб линии - угол ориентирования, отсчитываемый от ближайшего направления – северного или южного меридиана – до заданной линии. Является разновидностью Азимута. Направление (линия) может находиться в одной из четырех четвертей, и для однозначного её определения к градусной величине румба добавляется название четверти: СВ (северо-восток), ЮВ (юго-восток), ЮЗ (юго-запад) или СЗ (северо-запад). Румбы имеют значения от 0° до 90° и обозначаются буквой r.  Численные значения румбов называются табличными углами.

Четыре основных румба и их связь с Дирекционным углом
| № | Четверть (направление) | румб (табличный угол) | Дирекционный угол |
| - | ---------------------- | --------------------- | ----------------- |
| 1 | северо-восток          | 45° СВ                | 45°               |
| 2 | юго-восток             | 45° ЮВ                | 135°              |
| 3 | юго-запад              | 45° ЮЗ                | 225°              |
| 4 | северо-запад           | 45° СЗ                | 315°              |

Обратный румб, принимает те же значения что и прямой, но с противоположенной четвертью (направлен)